# Paucipodia
Genre
Paucipodia est un genre de lobopodiens du Cambrien inférieur découvert en Chine dans les schistes de Maotianshan (Yunnan, xian de Chengjiang).

## Description

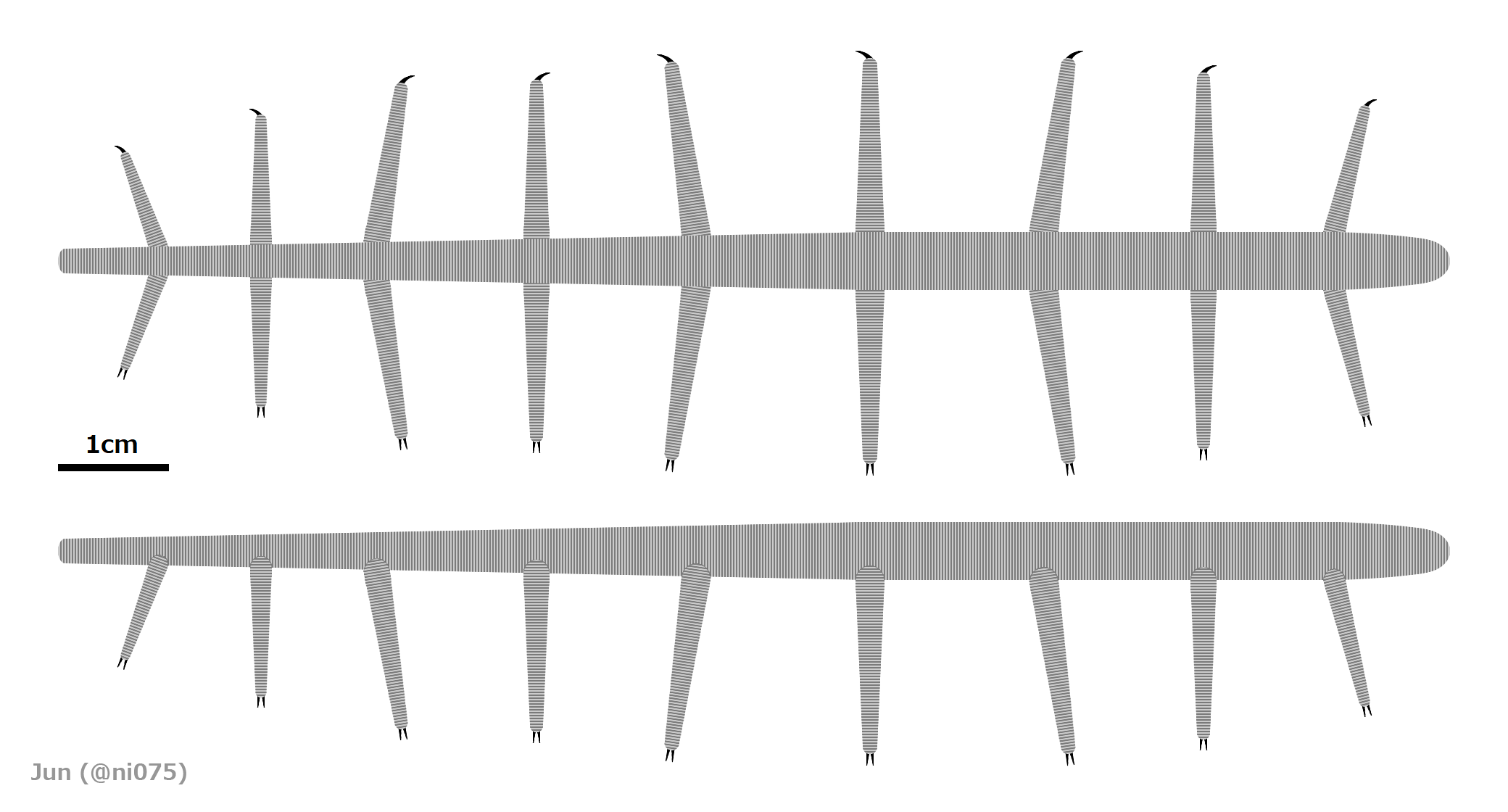
Reconstruction diagramatique de Paucipodia inermis.

Son intestin est déroutant : à certains endroits, il est conservé en trois dimensions, rempli de sédiments, alors que dans d'autres, il peut être plat. Ceci ne peut pas provenir de la phosphatisation (en), habituellement responsable de ce phénomène car le contenu en phosphate de l'intestin est inférieur à 1% — on y trouve du quartz et de la muscovite. Ses fossiles ne suggèrent pas qu'il ait eu des sclérites, surtout comparé à Hallucigenia associés.

## Liste des espèces
Selon Paleobiology Database (15 mars 2025) :
- † Paucipodia haikouensis Luo & Hu, 1999
- † Paucipodia inermis Chen et al., 1995

## Systématique
Le nom valide complet (avec auteur) de ce taxon est Paucipodia Chen (d), Zhou (d) & Ramsköld (d), 1995,.

### Étymologie
Le nom générique, Paucipodia, est la combinaison du latin paucis, « peu », et du grec ancien ποδός (podós), « pied ».

### Publication originale
- (en) Chen Jun-yuan, Zhou Gui-qing et Lars Ramsköld, « A new Early Cambrian onychophoran-like animal, Paucipodia gen. nov., from the Chengjiang fauna, China », Royal Society of Edinburgh. Transactions. Earth and Environmental Science, vol. 85, no 4,‎ 1995, p. 275-282 (ISSN 0263-5933, 1473-7116, 1755-6929 et 1755-6910, OCLC 06471346, DOI 10.1017/S0263593300002042, lire en ligne).